# La Villeneuve-au-Chêne

La Villeneuve-au-Chêne este o comună în departamentul Aube din nord-estul Franței. În 1 ianuarie 2022 avea o populație de 404 de locuitori.